# Siegfried Tittmann
Siegfried Tittmann (* 15. Mai 1954 in Leoben, Österreich; † 6. Februar 2017 in Bremerhaven) war ein rechtsextremer deutscher Politiker (bis Juli 2007 DVU, seit September 2007 Mitglied der Wählervereinigung Protest der Bürger). Von 1999 bis 2011 war er Mitglied der Bremischen Bürgerschaft.

## Biografie

### Ausbildung und Beruf
Tittmann absolvierte einen Hauptschulabschluss an einer Volksschule. 1973 schloss er eine kaufmännische Berufsausbildung als Einzelhandelskaufmann ab. Anschließend war als angestellter Expedient tätig. Er war verheiratet.

### Politik

#### DVU (1989–2007)
Tittmann trat 1989 der Deutschen Volksunion (DVU) bei und war ab 1991 in der Stadtverordnetenversammlung von Bremerhaven als Vorsitzender der DVU-Fraktion aktiv, die dort von 1987 bis 2011 ununterbrochen vertreten war. 2003 sorgte Tittmann in der Bremerhavener Stadtverordnetenversammlung für einen Eklat. Als ihn ein SPD-Abgeordneter als „Nazi“ bezeichnet hatte, reagierte er darauf, indem er die SPD mit kommunistischen Diktatoren wie Josef Stalin in Verbindung brachte und sie in deren Tradition stellte. Die SPD reagierte mit einer Anzeige wegen Volksverhetzung, die jedoch bereits von der Staatsanwaltschaft abgewiesen wurde, da in ihren Augen niemand persönlich beleidigt worden sei.
Von 1999 bis 2011 war Tittmann Mitglied der Bremischen Bürgerschaft. Er war dort im Ausschuss für Angelegenheiten der Häfen im Lande Bremen und in der staatlichen Deputation für den Fischereihafen vertreten. 
Von 2004 bis zu seinem Parteiaustritt 2007 war Tittmann stellvertretender Bundesvorsitzender der DVU. Er führte seinen Wahlkampf unter dem Motto „Ein Mann, ein Wort, ein Tittmann“. Bei den Wahlen zur Bremischen Bürgerschaft erreichte die DVU landesweit 1999 3 %, 2003 2,3 % und 2007 2,7 % der Stimmen. Aufgrund einer Sonderregelung des bremischen Wahlrechts und der Teilergebnisse in Bremerhaven, die mit 6,0 %, 7,1 % und 5,4 % jeweils über der Fünf-Prozent-Hürde lagen, gelang der DVU dennoch jeweils mit Tittmann als einzigem Abgeordneten der Einzug in die Bürgerschaft. Zur Bundestagswahl 2005 trat Tittmann erfolglos für die NPD auf Platz 2 der niedersächsischen Landesliste an.

#### Protest der Bürger (seit 2007)
Am 17. Juli 2007 gab Tittmann seinen Austritt aus der DVU bekannt, den er mit persönlichen Gründen erklärte. Es wird angenommen, dass er nach dem schlechten Abschneiden der DVU bei den vorausgegangenen Wahlen und der folgenden parteiinternen Kritik befürchten musste, bei der Wahl des Spitzenkandidaten zur Bürgerschaftswahl in Bremen 2011 übergangen zu werden. Im September 2007 gründete Tittmann die Wählervereinigung Protest der Bürger, der sich auch der Bremerhavener Stadtverordnete Anatoli Wolf anschloss. Diese trat bei der Bremer Bürgerschaftswahl im Wahlbereich Bremerhaven sowie bei der zeitgleich stattfinden Wahl zur Stadtverordnetenversammlung an. Jedoch scheiterte sie bei Ersterer mit 0,1 % der Stimmen an der Fünf-Prozent-Hürde. Obwohl die entsprechende Klausel bei der Wahl zur Stadtverordnetenversammlung abgeschafft wurde, verfehlte die Wählergemeinschaft als einzige der angetretenen Parteien den Einzug, da sie nicht genügend Stimmen für ein Mandat erzielte.
Danach verwehrte die Bremerhavener Stadtverordnetenversammlung Tittmann den Titel Stadtältester und den damit verbundenen „Ehrensold“. Diese Auszeichnung kann vergeben werden, wenn ein Stadtverordneter 20 Jahre lang im Stadtparlament saß und wenn er sein Amt „ohne Tadel“ ausgeübt hat. Tittmann reichte gegen die Ablehnung Klage beim Verwaltungsgericht Bremen ein, das 2015 die Klage als unbegründet abwies.
Seit März 2012 ging die PdB in der Kleinstpartei Union Deutscher Patrioten auf. Vorsitzender des neugegründeten Landesverbandes Bremen wurde Tittmann.
Siegfried Tittmann verstarb am 6. Februar 2017 in Bremerhaven.